# Amphipterygium
Amphipterygium  es un género de plantas de la familia de las anacardiáceas. Es originario de México a Costa Rica.

## Descripción
Son árboles o arbustos, que alcanzan un tamaño de 2–15 m de alto, corteza gris, con protuberancias suberosas; tricomas blanco-amarillentos. Hojas con 1 o 3 folíolos; folíolos ampliamente obovados a ovados, agudos a redondeados en el ápice, cuneados a redondeadosen la base, crenado-serrados en el margen, velutinos en la haz, opacos y densamente velutinos en el envés, pinnatinervios, folíolo terminal más grande que los laterales, 2.5–9 cm de largo y 2–7 cm de ancho, cortamente peciolulado, folíolos laterales opuestos, desiguales, 1.5–4.7 cm de largo y 1.2–3.5 cm de ancho, sésiles; pecíolo 1.5–6 cm de largo, densamente velutino. Inflorescencias masculinas axilares, 2–12 cm de largo, densamente velutinas, sépalos 6–9, ca 1.5 mm de largo, estambres ligeramente más cortos que los sépalos; inflorescencias femeninas 2–3, axilares, 1.2–1.5 cm de largo, cada una básicamente formada de un pedicelo basal aplanado 3/4 de su longitud, glabrescente y entonces contraído y formando un involucro globoso a subgloboso, pubescente, cortamente 5-dentado, en el cual están dispuestas hasta 4 flores, estilos con estigmas exertos hasta ca 5 mm. Frutos oblongo-obovoides, atenuados hasta la base, ca 3.5 cm de largo y 1.8 cm de ancho en el ápice, suberosos, velutinos cuando jóvenes, glabrescentes.

## Taxonomía
El género fue descrito por Schiede ex Standl. y publicado en Contributions from the United States National Herbarium 23: 672. 1923. La especie tipo es: Amphipterygium adstringens (Schltdl.) Schiede ex Standl.

## Especies aceptadas
- Amphipterygium adstringens (Schltdl.) Schiede ex Standl.
- Amphipterygium amplifolium (Hemsl. & Rose) Hemsl. & Rose ex Standl.
- Amphipterygium glaucum (Hemsl. & Rose) Hemsl. & Rose ex Standl.
- Amphipterygium molle (Hemsl.) Hemsl. & Rose ex Standl.
- Amphipterygium simplicifolium (Standl.) Cuevas-Figueroa